# Francisco Húder San Román
Francisco Niceto Húder San Román (Pamplona 20 de marzo de 1829 - 6 de marzo de 1888), fue alcalde de Pamplona desde febrero de 1873 
hasta agosto de 1873 y diputado en el Congreso de los Diputados de España durante la I República Española en 1873. Está considerado como uno de los impulsores más importantes del republicanismo navarro del siglo XIX.

## Biografía
Era hijo de Francisco Xavier Húder Chirst, un Alemán nacido en Stollhofen y de Antonia San Román Sarasa, una española nacida en la ciudad de Madrid. Su padre viajó a Pamplona como un especialista en el ejército de los Cien Mil Hijos de San Luis, que ocupó España en 1823. Allí conoció a su esposa y se quedó a vivir en esa ciudad. El matrimonio tuvo seis hijos: cinco varones y una mujer. Francisco Niceto Húder San Román es el segundo de ellos.

## Emigración
Como era común en esa época, su familia emigró a América en busca de un progreso económico lográndose afincar en Argentina, México y Cuba. Durante su juventud, Francisco Niceto desempeñó el oficio familiar de tornero, trabajando en el taller con su padre. Con el paso del tiempo, consigue ahorrar una pequeña fortuna que le permite regresar a España, concretamente a Pamplona, lugar en el que vivirá durante el resto de su vida y desde el que intentará impulsar la República española. 

## Regreso
El 6 de mayo de 1864 contrae matrimonio a los 35 años con Veremunda Lasala Yrigoyen en Pamplona, una joven propietaria de un comercio de calzados. Tuvieron nueve hijos, aunque tan solo cuatro llegaron a la mayoría de edad; José Joaquín, Vicente, Gregorio y Serafin Húder Lasala. Después de su boda se dedica completamente a la política, sumergiéndose de lleno en el republicanismo navarro.
El 11 de febrero de 1873, el rey Amadeo de Saboya renuncia. En el estrado del pleno de las Cortes, el republicano Emilio Castelar pronuncia: "Señores, con Fernando VII murió la monarquía tradicional; con la fuga de Isabel II, la monarquía parlamentaria; con la renuncia de don Amadeo de Saboya, la monarquía democrática; nadie ha acabado con ella, ha muerto por sí misma; nadie trae la República, la traen todas las circunstancias, la trae una conjuración de la sociedad, de la naturaleza y de la Historia. Señores, saludémosla como el sol que se levanta por su propia fuerza en el cielo de nuestra Patria". El 11 de febrero de 1873, el Congreso y el Senado, constituidos en Asamblea Nacional, proclaman la República por 258 votos contra 32.

## La primera República
Cuando se proclama la I República Española, los republicanos navarros se reparten los cargos entre sus militantes. Francisco Niceto Húder San Román es nombrado alcalde de Pamplona desde febrero de 1873 hasta agosto de 1874. También es nombrado Diputado en el Congreso de Diputados desde 1873 hasta el 2 de enero de 1874, durante la etapa parlamentaria de la I República. 
La I República duró prácticamente un año, finalizando el 29 de diciembre de 1874. El golpe de Estado del General Pavía el 3 de enero de 1874 inicia una república bajo la dictadura del General Serrano. En 1879, Francisco queda viudo y luego contrae matrimonio con Lorenza Susperregui.  

## Fallecimiento
Fallece en 1888 a los 59 años. 

## Herederos
Sus cuatro hijos también heredan las ideas republicanas de su padre, aunque dos eran médicos y los otros dos abogados. Es así que su hijo Serafin Huder proclama en 1931 desde el mismo balcón que lo había hecho su padre en la I, la II República Española